# Vay Béla
Báró vajai Vay Béla (Alsózsolca, 1830. szeptember 29. – Alsózsolca, 1910. augusztus 17.) politikus, Borsod vármegye főispánja, a főrendiház alelnöke, báró vajai Vay Lajos főispán fia, Vay Elemér főispán apja.

## Élete
A régi református vajai Vay család bárói ágának a sarja. Apja vajai báró Vay Lajos (1803–1888), Borsod vármegye többszörös főispánja, anyja gróf széki Teleki Erzsébet (1812–1881). Szülei egyetlen gyermekeként gondos neveltetésben részesült. A szülői kapcsolatok révén magántanulóként szülőhelyén, Alsózsolcán tanult, ott is érettségizett. Ezt követően Budapesten végezte jogi tanulmányait, szintén magánúton. Itt érte az 1848-as forradalom, melynek során beállt nemzetőrnek. A szabadságharc alatt többek között Mészáros Lázár seregében részt vett a szikszói ütközetben. A bukás után elkerülte a számonkérés, így európai utazásai révén tágíthatta látókörét.
Mivel apja Borsod megye főispánja volt (három ízben), Vay Lajos is politikai pályát választott. Először az 1861-es, majd az 1869-es választásokon lett a szirmabesenyői választókerületből országgyűlési képviselő. 
A következő, 1872-es választásokon már nem indult, mert 1872. május 15-én megbízatást kapott Borsod vármegye főispáni feladatainak ellátására. A beiktatási ceremónia június 17-én volt, melynek során „…tekintélyes küldöttség … díszmagyar öltözetben együttesen indult Alsó-Zsolcára, …[hogy] onnan a megye székházába ünnepélyesen bekísérjék”. A köszöntő beszédeket Lévay József főjegyző, valamint a város országgyűlési képviselője, Horváth Lajos mondta. Vay Béla 22 évig, 1894-ig állt a vármegye élén. Munkálkodása nem volt problémáktól mentes: Miskolc – Losonczi Farkas Károly és Soltész Nagy Kálmán polgármesterek vezetésével – ebben az időszakban indította el küzdelmét a város önállósága elnyeréséért, a diósgyőri koronauradalomtól való elszakadásért, tulajdonképpen a feudális függőségek felszámolásáért (Miskolc végül csak 1909-ben vált törvényhatósági jogú várossá).
Tudományos szintű numizmatikai témájú munkája Az én pénzeim című, 1902-ben a Franklin Társulat által kiadott könyv, amelyben 2334 darabból álló és 11 057 korona értékű gyűjteménye leírását tette közzé.
Vay Béla családjához fűződik Lillafüred elnevezésének a története. Erzsébet lányának – miként a Vay családban minden Erzsébetnek – Lilla volt a beceneve. A névadás Vay Elemérnek, Lilla fivérének, a Borsodi Bükk Egylet akkori elnökének javaslatára született 1881–1882 körül. Az apropó az volt, hogy Lilla kezét ebben az időben kérte meg gróf Pejácsevich Tivadar (1855–1928) horvát bán. A távolra került Lilla állítólag részt vett a Palotaszálló átadási ünnepségén – inkognitóban.

## Házassága és leszármazottjai
1854-ben megnősült, felesége Teleki Zsófia grófnő lett. A házasságból három lány- és egy fiúgyermek (Elemér) született:
- báró Vay Elemér (1855–1931), Borsod vármegye főispánja.
- báró Vay Erzsébet (1860—1941), császári és királyi palotahölgy. Férje, dr. gróf verőczei Pejácsevich Tivadar (1855–1928), Horvát-Szlavon-Dalmátország bánja, császári és királyi kamarás.
- báró Vay Anna (1856—1934). Férje, gróf hallerkeöi Haller János (1852—1928), Máramaros vármegye főispánja.
- báró Vay Mária (1858—1936). Férje, pelsőczi Hámos Aladár (1852-1916).